# Antonio de Mendoza
Antonio de Mendoza hr. Tendilli i markiz Mondejaru (ur. ok. 1490 lub 1495 w Grenadzie, zm. 21 lipca 1552 w Limie) – hiszpański wicekról Peru w latach 1550–1552 i wicekról Nowej Hiszpanii (od 17 kwietnia 1535 roku do 25 października 1550).

## Życiorys
Antonio de Mendoza był potomkiem rodu spokrewnionego z dynastią panującą w Hiszpanii. Cesarz Karol V mianował go na stanowisku wicekróla Pery po rezygnacji z urzędu Pedra de la Gasca. Odznaczył się zorganizowaniem bardzo sprawnego aparatu administracyjnego. Był zwolennikiem encomenderos, jednocześnie nie dopuścił do wcielenia w życie na Nowej Hiszpanii Leyas Nuevas (Nowych Praw) które odbierały encomienda urzędnikom a konkwistadorom ograniczały do dożywocia.
Antonio de Mendoza wybudował i rozbudował kilka miast, dróg portów. Za jego sprawą wzrosło wydobycie srebra co wzbogacało koronę hiszpańską. Z jego inicjatywy powstał Colegio de Santa Cruz, szkołę dla indiańskiej arystokracji w której m.in. uczył się Fernando de Alva Ixtlilxochitl, późniejszy historyk meksykański autor Kodeksu Ixtlilxochitl. Wykładowcą w tej szkole był franciszkanin Bernardino de Sahagun autor Historia general de las cosas de Nueva España oraz kompilator Kodeksu Florentino. Za sprawą Antonia de Mendoza powstał inny kodeks Aztecki napisany w języku nahuatl i nazwany na jego cześć – Kodeks Mendoza. Manuskrypt miał być relacją dla króla Karola V o życiu ludzi na terenach Meksyku i opisywać dzieje władców Tenochtitlánu.
Politycznym celem Antonia de Mendoza było ograniczenie władzy Hernana Corteza. W 1540 roku swój cel osiągnął, doprowadzając do opuszczenia Meksyku przez konkwistadora. Drugim jego celem było znalezienie siedmiu miast Cibola. Poszukiwania prowadził na szlakach i terenach odkrytych przez Corteza i Alvara Nuñeza Cabeza de Vakę. Zwłaszcza po siedmioletniej wyprawie tego ostatniego w poprzek kontynentu Ameryki Północnej, wysłał jego śladami w 1540 roku wyprawę pod dowództwem Francisco Vásquez de Coronado późniejszego eksploratora i odkrywcy dzisiejszych stanów USA: Nowy Meksyk, Arizona, Kolorado i Kansas. Wyprawa odnalazła miasta, ale nie odnalazła legendarnych skarbów.
W 1542 roku Antonia de Mendoza zorganizował wyprawy w poszukiwaniu złota i korzeniodajnych ziem. Na północ wyruszyła flota ekspedycyjna pod dowództwem Juana Rodrigueza de Cabrillo, która odkryła Kalifornię, a na zachód flota Ruiza Lopesa de Villalobosa, która odkryła Nową Gwineę
W 1551 roku został mianowany na wicekróla Peru. 21 lipca 1552 zmarł w Limie.